# 붉은물푸레나무
붉은물푸레(Fraxinus pennsylvanica)는 미국산 낙엽교목으로 높이 20m 내외이다. 잎은 마주나며 홀수 1회 깃꼴겹잎, 작은잎은 5-9장, 잎자루가 있다. 난형 또는 긴 타원상 피침형으로 끝이 꼬리 모양이다. 밑부분은 뾰족하고, 길이 8-14cm, 표면에는 털이 없으나 뒷면에는 털이 있으며, 가장자리에 뾰족한 톱니가 있거나 거의 밋밋하고, 작은 잎자루는 길이 3-6mm이다. 꽃은 잎보다 먼저 피며, 원추꽃차례는 전년도 가지 밑부분에 액생하고, 털이 빽빽하게 난다. 암꽃은 녹색이고 꽃밥은 선상 긴 타원형이다. 열매는 길이 3-6cm, 날개는 피침형 또는 긴 타원형, 끝 부분은 둥글거나 꼬리 모양이다.